# Kito (Tonga)
Kito est une île dans le district de Lulunga district, au sein des îles de Ha'apai, aux Tonga. Cette île comporte un phare en activité. C'est une structure métallique d'une hauteur de 9 mètres,.

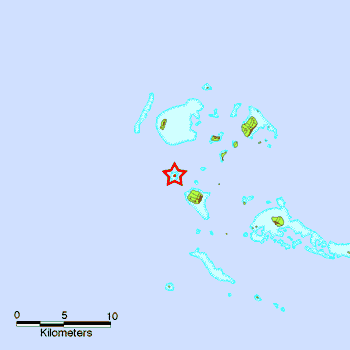
Carte de localisation de l'île de Kito.